# Callicebus moloch
Il callicebo grigio o callicebo dal ventre rosso (Callicebus moloch Hoffmannsegg, 1807) è un primate platirrino della famiglia dei Pitecidi.

## Distribuzione
Questa specie è diffusa in un'area piuttosto vasta, compresa fra i fiumi Tocantins e Tapajós e delimitata a nord dalle foci del Rio delle Amazzoni. Prediligono le aree di foresta pluviale, sempre in prossimità di una fonte permanente d'acqua.

## Descrizione

### Dimensioni
Misura fino a 90 cm di lunghezza, di cui più della metà spetta alla lunga coda semiprensile.

### Aspetto
Il pelo è di colore grigio scuro sulla parte dorsale e sulla coda, mentre dalla gola parte una larga banda di color rosso ruggine che giunge al sottocoda, alla quale la specie deve il nome comune. Anche la parte interna degli arti è dello stesso colore, mentre le parti nude del corpo (faccia e mani) sono nerastre.

## Biologia
Si tratta di animali diurni ed arboricoli, che di notte, ma anche durante le ore più calde della giornata, si riposano in una cavità di un tronco d'albero, generalmente sempre la stessa.

Vivono in gruppi familiari che comprendono una coppia riproduttrice ed i cuccioli di vari parti: ciascun gruppo occupa un proprio territorio, che viene definito tramite tutta una serie di vocalizzazioni e difeso accanitamente da eventuali intrusi, anche se raramente questi animali giungono a combattimenti cruenti. Caratteristica comune a tutte le specie del genere Callicebus è l'abitudine di intrecciare le code nei momenti di relax.

### Alimentazione
Questi animali sono onnivori: alla componente frugivora, che è preponderante, si affianca tuttavia una percentuale variabile a seconda dei periodi di cibi animali, come insetti, piccoli vertebrati ed uova.

### Riproduzione
Le femmine partoriscono una volta l'anno, fra dicembre ed aprile: viene solitamente dato alla luce un unico cucciolo, mentre in caso di parti gemellari il più piccolo dei cuccioli viene abbandonato. Caso raro fra i mammiferi, le cure parentali sono un onere quasi del tutto maschile: il padre lascia i piccoli alla madre solo per la poppata, che avviene a intervalli di due o tre ore e dura circa mezz'ora. Le cure paterne cessano quando il cucciolo è in grado di nutrirsi e seguire il gruppo autonomamente: tuttavia, i giovani restano col gruppo natio fino a tre anni d'età, quando raggiungono la maturità sessuale e si avventurano alla ricerca di un compagno e di un proprio territorio.

## Status e conservazione
A livello locale, questa specie è a rischio di perdita e degrado dell'habitat. Alcune parti dell'interfluvium soffrono di deforestazione, creazione di dighe e attività minerarie. Altro fattore di rischio è rappresentato dall'autostrada Transamazzonica e dell'autostrada Santarém-Cuiabá.